# Venustiano Carranza
Venustiano Carranza Garza (Coahuila, 29 de Dezembro de 1859 - Tlaxcalantongo, Puebla, 21 de Maio de 1920), foi um dos líderes da Revolução Mexicana. Acabaria por tornar-se presidente do México e foi durante o seu mandato que a actual constituição do México entrou em vigor.
Nasceu na localidade de Cuatro Ciénegas, no estado de Coahuila no seio de uma família de classe média, que se dedicava à criação de gado. Seu pai, Jesús Carranza, fora coronel no exército de Benito Juárez e um grande apoiante do Partido Liberal de Juárez.
Inicialmente fez os seus estudos no Ateneo Fuente em Saltillo. Em 1874 entrou na Escuela Nacional Preparatoria, na Cidade do México.
Venustiano Carranza foi um dos apoiantes iniciais do esforço levado a cabo por Francisco Madero na tentativa de derrube da ditadura de Porfírio Díaz, e quando Madero chegou à presidência, nomeou Carranza secretário de guerra e da marinha. Após o derrube do regime de Madero por Victoriano Huerta, Carranza tornou-se um dos líderes na revolta da oposição contra Huerta. As forças de Carranza eram conhecidas como o Exército Constitucionalista, pois ele defendia a restauração da constituição liberal de 1857. 
Assumiu a presidência em 1 de Maio de 1915. Introduziu o poder judicial independente, aumentou a descentralização do poder e iniciou uma reforma agrária baseada no sistema de ejidos. Tratava-se de um homem de grande inteligência e possuidor de um grande conhecimento das condições e história mexicanas. Fisicamente forte, usava óculos de aros redondos e uma comprida barba grisalha, o que lhe dava uma aparência de figura paternal benevolente.
Em Setembro de 1916 Carranza apercebeu-se da necessidade de uma nova constituição tendo para esse efeito convocado uma convenção constitucional. Em 11 de Março de 1917 Venustiano Carranza tornou-se no primeiro presidente do México a ser eleito segundo a constituição mexicana de 1917.
A luta prolongou-se contra as facções que não aceitavam o regime de Carranza as quais incluíam os proprietários de terras reccionários e católicos conservadores e as forças de Emiliano Zapata e de Pancho Villa para quem as reformas de Carranza eram insuficientes. Carranza pôs a cabeça de Zapata a prémio, o que levaria ao assassinato deste último.
À medida que se aproximava o termo do seu mandato, começou a preparar Ignacio Bonillas como seu sucessor. Este acto foi causa de ressentimento entre os seus colegas revolucionários Álvaro Obregón, Plutarco Elías Calles e Adolfo de la Huerta, que se revoltaram contra o governo de Carranza. Em 8 de Abril de 1920 um assistente de Obregón tentou assassinar Carranza. Após este atentado falhado, Carranza viu-se forçado a abandonar a Cidade do México.
Dirigiu-se então, a cavalo, para Veracruz mas foi interceptado em Tlaxcalantongo, no estado de Puebla, por apoiantes dos seus antigos aliados sendo assassinado por um deles em 21 de Maio de 1920.